# 工藤一良
工藤 一良（くどう かずよし、1961年2月27日 - ）は、青森県名川町（現・南部町）出身の陸上競技、マラソン選手・指導者。青森県立名久井農業高等学校卒業。1980年代から1990年代にかけて選手として活動した。

## 経歴

### 陸上競技選手として
名久井農業高校時代は、全国高等学校駅伝競走大会に出場。1区を担当し、高校2年時の第28回大会（1977年）は区間13位、そして高校3年時の第29回大会（1978年）で区間賞 を獲得した。
高校卒業後は白水昭興監督に見初められ、名門だったリッカー陸上部に入部。駅伝の他にトラック競技でも活躍。特に十和田八幡平駅伝競走全国大会に相性が良く、第32回大会（1979年）では1区3位、第36回大会（1983年）では3区区間賞 の好記録を残し、リッカーの優勝に貢献した（リッカー陸上部は1984年に休部したので、第36回大会の優勝は有終の美を飾る物だった）。
リッカー陸上部休部後は白水の誘いで、日産自動車陸上競技部に移籍し、第37回十和田八幡平駅伝競走全国大会（1984年）でも5区〈最終区〉区間賞の快走を見せ、日産の優勝に貢献した。また、東日本実業団陸上競技選手権大会5000m走では1981年に14分15秒1のタイムを記録し、今なお大会記録となっている。全日本実業団対抗駅伝競走大会（ニューイヤー駅伝）にも出場歴があり、リッカー時代は第24回大会（1979年）～第26回大会（1981年）と3年連続3位、日産時代は第29回大会（1984年）よりずっと3位以内に入り、第33回大会（1989年）にはチームを悲願の優勝に導くなど長年に渡って活躍した。

### マラソン選手として
マラソンは、21歳の時の第37回毎日マラソン（1982年）が初めてだった。同大会でいきなり2位に入り、俄然注目を集めた（優勝は水久保美千男〈新日鐵八幡〉）。その後は低迷が続いたが、1986年の福岡国際マラソンで4位に入り復活した。翌1987年12月6日の福岡国際マラソンにも出場する。日本陸上競技連盟は、この大会を「ソウルオリンピックマラソンへの一発選考大会」と位置付けていた。この大会でも安定した走りを見せて、中山竹通、新宅雅也に次ぐ日本人3位の総合4位、2時間11分36秒のタイムでフィニッシュした。だが、日本陸連は中山、新宅をソウルオリンピック代表に内定させたものの、工藤については経験不足を理由に保留とした（他の選考レースである東京国際マラソン、びわ湖毎日マラソンの結果を見て内定者を決めるとした）。
結局、1988年3月13日に開催された、第43回びわ湖毎日マラソンで優勝した瀬古利彦（福岡国際を負傷のため欠場した）を最後の3人目の代表に選出 し、工藤は補欠に回ることになり、オリンピック出場を逃した。一連の経緯については国内で日本陸連に対する批判もなされた。瀬古はオリンピック本番で9位と入賞を逃した。日本陸連は次の1992年バルセロナオリンピックの代表選考以降、2020年東京オリンピックの選考会マラソングランドチャンピオンシップを実施するまで、事実上一発選考とみなされる代表決定を一切しなかった。補欠決定直後の4月17日に行われたロンドンマラソンでは2時間10分59秒の自己最高記録を出し、3位に入った。その後、あさひ銀行（現在のりそな銀行、埼玉りそな銀行）陸上部に移籍し、1993年の上尾シティマラソンを最後に現役引退した。
引退後は指導者の道を進み、日産自動車やしまむらのコーチ（教え子に大島めぐみがいる）を歴任。2008年には日清食品グループ陸上競技部コーチ となり、かつての恩師・白水監督と再会を果たした。2010年、2012年のニューイヤー駅伝優勝に貢献し、2013年6月より愛知製鋼陸上競技部の長距離コーチを務め、2021年に退任した。

## 自己ベスト
- マラソン 2時間10分59秒 （1988年ロンドンマラソン3位）

## マラソン成績
| 年月       | 大会名                     | タイム    | 順位 | 備考                                            |
| ---------- | -------------------------- | --------- | ---- | ----------------------------------------------- |
| 1982.03.14 | 毎日マラソン               | 2：17：12 | 2位  |                                                 |
| 1982.12.05 | 福岡国際マラソン           | DNF       | 棄権 |                                                 |
| 1983.12.04 | 福岡国際マラソン           | 2：16：14 | 19位 |                                                 |
| 1984.02.12 | 東京国際マラソン           | 2：19：32 | 29位 |                                                 |
| 1984.12.02 | 福岡国際マラソン           | 2：16：43 | 22位 |                                                 |
| 1985.12.01 | 福岡国際マラソン           | 2：18：32 | 24位 |                                                 |
| 1986.03.09 | びわ湖毎日マラソン         | 2：18：11 | 11位 |                                                 |
| 1986.12.07 | 福岡国際マラソン           | 2：11：58 | 4位  | 日本人選手中2位。                               |
| 1987.03    | ソウル国際マラソン         | 2：13：34 | 7位  |                                                 |
| 1987.12.06 | 福岡国際マラソン           | 2：11：36 | 4位  | 日本人選手中3位。ソウルオリンピック補欠に選出。 |
| 1988.04.17 | ロンドンマラソン           | 2：10：59 | 3位  | 日本人選手トップ。生涯自己最高成績。            |
| 1988.11.06 | ニューヨークシティマラソン | 2：14：14 | 7位  |                                                 |
| 1989.05    | ミラノマラソン             | 2：15：11 | 17位 |                                                 |
| 1990.10.07 | 札幌マラソン               | 2：19：18 | 6位  |                                                 |
| 1991.04.21 | ロンドンマラソン           | 2：16：31 | 60位 |                                                 |
| 1991.12.01 | 福岡国際マラソン           | 2：17：18 | 21位 |                                                 |
| 1993.11.21 | 上尾シティマラソン         | 2：33：15 | 5位  |                                                 |